# Gellért-hegy
A Gellért-hegy (korábban: Kelen-hegy, németül: Blocksberg vagy Osterberg, latinul: Mons Sancti Gerhardi, törökül: Gürz İlyas Bayırı) Budapest I. és XI. kerületében, a Duna jobb partján álló, 235 méterrel a tengerszint fölé magasodó hegy (valójában hivatalosan mindössze domb, hiszen a hegyek 300 méteres tengerszint feletti magasságnál kezdődnek). A Dunára néző meredek sziklafala és a tetejéről nyíló pesti panoráma páratlan látvány. Budapest ékkövének is szokták nevezni. Az UNESCO a Gellért-hegy tetején fekvő Citadella erődjével, a budai Várheggyel és a Duna két partjának panorámájával együtt a Gellért-hegyet 1987-ben a világörökség részévé nyilvánította.
A hegy Gellérthegy Természetvédelmi Terület néven 1997-ben felkerült az országos jelentőségű védett természeti értékek listájára, és mint ilyen a Duna–Ipoly Nemzeti Park Igazgatóság kezelésébe került. 
Földrajzi névként (domborzati név) kötőjellel írják: Gellért-hegy, városrészként pedig – más városrészek nevéhez hasonlóan – egybe: Gellérthegy. Ha nem lehet eldönteni, melyik jelentésében szerepel, vagy ha mindkét értelmezés egyaránt lehetséges, hagyományosan az egybeírást alkalmazzák (OH. 197. o.), éppen úgy, mint a Margitsziget esetében is.

## Fekvése
A Budai-hegységhez tartozó Gellért-hegy nagyrészt Budapest XI. kerületében található, kisebb északi része az I. kerülethez tartozik. Keleti oldalról a Duna, délnyugatról a Sas-hegy, északnyugatról a Naphegy, északról pedig a Várhegy határolja. Északkeleti végénél az Erzsébet híd, délkeleti végénél a Szabadság híd található.
A Főkert által fenntartott része 51 hektár.

## Kialakulása
A 139 méterrel a Duna fölé magasodó dolomit sziklatömb a Dél-Budán húzódó lánc egyik tagja (ide tartozik például a Sas-hegy és a Törökugrató is), amelynek anyaga a késő triászban képződött ún. fődolomit, de hegyei később, a pleisztocén során emelkedtek ki, és töredeztek össze az itteni tektonikus törésvonal mentén. Ezen töréseknek köszönhetik létüket a budai hőforrások is.
A Gellért-hegy barlangjai a törések és a meleg vizes kioldódás segítségével jöttek létre. Talán a leghíresebb a részben mesterségesen tovább bővített Szent Iván-barlang, amely ma a Magyarok Nagyasszonya-sziklatemplomaként a pálos rend kápolnájának ad otthont.

## Története
Régészeti leletek tanúbizonysága szerint már a kelták is oppidumot létesítettek a hegy magasabb részein és északi lejtőin. A régészek valószínűnek tartják, hogy ezt a sánccal megerősített várost és a környező területeket az eraviszkusz törzs lakta.
A római hódítás következtében az itt élőket az 1. században az esetleges felkeléseket megelőzendő letelepítették a jól védhető hegyről. Belőlük hozták létre a civitas Eraviscorum közigazgatási egységét. Később az aquincumi polgárváros területéhez tartoztak.

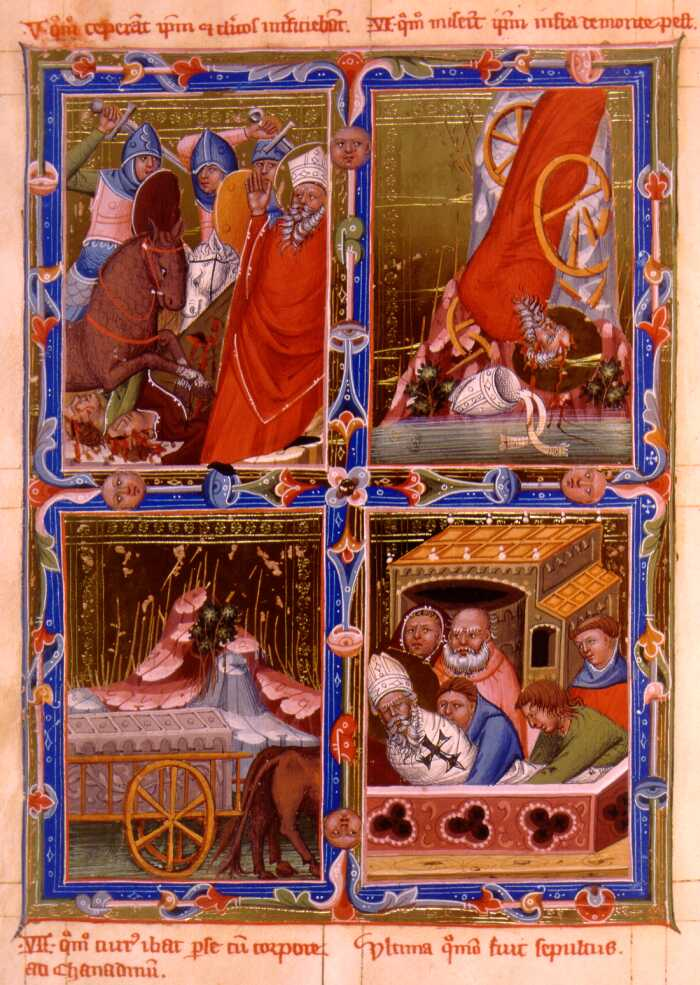
Szent Gellért legendájának ábrázolása a Magyar Anjou Legendáriumban

Az Árpád-korban a hegynek Pesti-hegy, illetve Kelen-hegy volt a neve. A „kemence” jelentésű, szláv eredetű pest szó valószínűleg a hegy belsejében található barlangot és hővizes tavat, egyesek szerint az itt lévő mészégető kemencéket jelentette. Innen kapta nevét a szemközt, a Duna túloldalán kialakuló Pest városa is.
A legenda szerint 1046-ban a hegy sziklás dunai oldaláról lökték a mélybe a Vata-féle pogánylázadás résztvevői a hittérítő Gellért püspököt (későbbi nevén Szent Gellértet). Bár a legenda valóságtartalma megkérdőjelezhető, 15. századtól a hegyet Szent Gellért-hegynek is szokták nevezni.
A török hódoltság idején a hegytetőn álló kápolna helyére palánkvárat építettek. A törökök a hegy lábánál fürdőket építettek, amelyek az itt feltörő hőforrásokból nyerték a vizet. A Gellért-hegy elnevezés csak a 15. században vált általánossá. A Budát közel másfél évszázadig (1541 és 1686 között) a kezükben tartó törökök a szentként tisztelt és a hegy tetején eltemetett Gürz Eliász muzulmán papról Gürz Eliász dombjának nevezték. Evlija Cselebi 1660–1664-es magyarországi utazásairól írt művében ez áll: „A budai vámfelügyelő elbeszélése szerint Gül baba dombjától, a Közép-hegyektől és Muhabad dombjaitól (mai Szabadság-hegy) egész a Gürz-Eliász hegyig és Kile ovaszi (ma Kelenföld) dombjaiig menve, onnan pedig egész Ó-Budáig széltében és hosszában három órányi helyen 7000 szőlőkert van.”

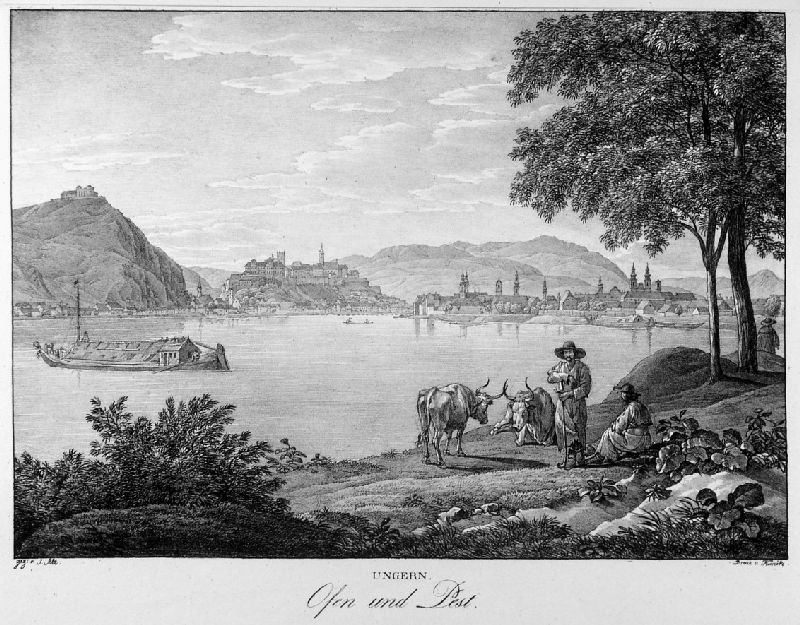
A Gellért-hegy látképe, litográfia (1825)

A 17. században a hegy gyakran szerepelt a hazai boszorkányperekben, mint boszorkánytáncok, boszorkánygyűlések helyszíne. A legenda szerint szombat éjszakánként az ország egész területéről itt gyülekeztek a boszorkányok, akik fekete bak, seprű vagy kandúr hátán jelentek meg. Még a más vidékeken tapasztalt boszorkányjárást is „szentgellértre való járásnak” nevezték. 
A német telepesek kezdték Blocksbergnek nevezni a Gellért-hegyet, amire négy magyarázat is létezik. Az egyik a Blocksberg-szónak a 16. században – az európai boszorkánymisztika erőteljes fejlődésének idején – német nyelvterületen keletkezett Boszorkány-hegy jelentését veszi alapul. Ugyanis a környék rendezetlensége, illetve a közvilágítás hiánya miatt az egykor a sötétben, lombok között mozgolódó emberek, állatok képeit, hangjait a néphit boszorkánygyűlésekké alakította. Ebben tovább élt a pogány hagyomány is, amit még a Vata-felkeléshez kapcsolódott. 
Egy másik elképzelés szerint a Harz hegység környékéről idetelepült németeket a Gellért-hegy emlékeztette a Harz hegység Brocken hegyére (ami egyébként szintén pogány szertartások színhelye volt). A harmadik elképzelés szerint a Dunába leszakadó, meredek falú Gellért-hegy sziklatömege alakjának, formájának következtében is kaphatta a Blocksberg nevet. Az elfogadott, negyedik magyarázat szerint az egykor a Gellért-hegyen állt, törökök építette palánkvár, őrház német Blockhaus elnevezéséből származik a Blocksberg név.
1715-ben épült fel a Gellért-hegyi kálvária, mely – az évszázadok során többször felújítva – 1951-ig létezett.
1847-ben a budai közgyűlés, Döbrentei Gábor javaslatára a dűlőkeresztelő alkalmával a hegynek a Kelen-bérc nevet adta, így „hivatalosan” ma is ez a hegy neve.
1851-ben Haynau felépíttette tetején a Citadellát. Addig a hegy oldalát szőlő borította, a terület a híres budai borvidék részét alkotta. A 19. század végén azonban a filoxéra következtében a szőlőültetvények itt is teljesen kipusztultak. A Budai-hegyvidék kihasználatlanná vált fővárosi tagjait ekkortól kezdték el beépíteni.

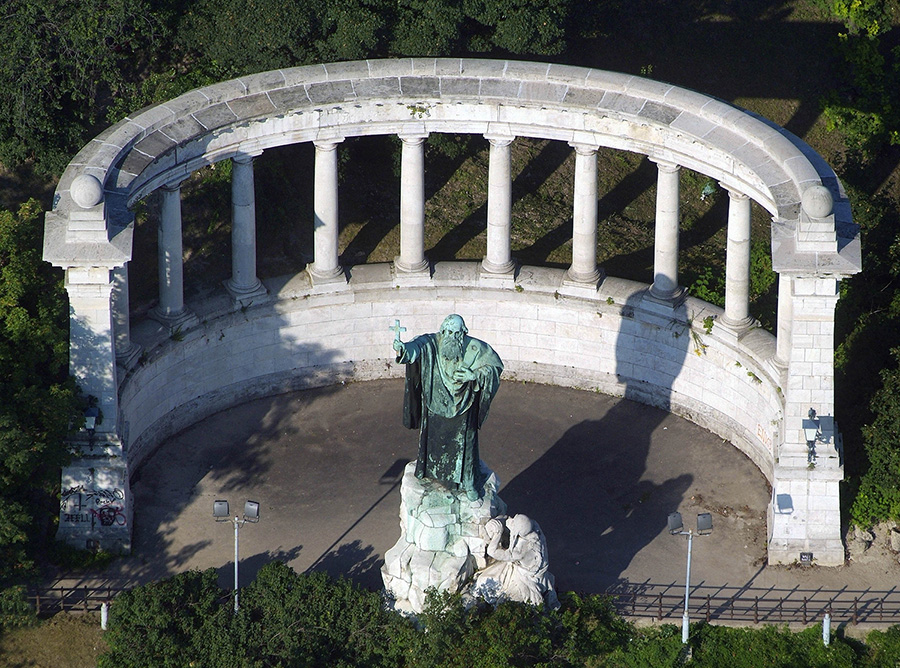
Gellért szobor légifelvételen

1904-ben állították fel a hegy Duna felőli oldalában Szent Gellért püspök szobrát.
Az 1904-ben épült Gellérthegyi víztároló 1974-1980 között nyerte el mai formáját. 
Az 1920-as években kezdték el parkosítani a hegy északi lejtőit és sétányokat építettek. A déli oldalon található a Szent Iván-barlang, amelyben 1926-ban a franciaországi lourdes-i barlang mintájára sziklakápolnát alakítottak ki. A Magyarok Nagyasszonya-sziklatemplomot az egyetlen magyar alapítású szerzetesrendnek, a pálos rendnek adományozták. A bejárata feletti sziklaoromra 1936-ban állítottak kivilágított fakeresztet. Ezt a Rákosi-rendszer idején, 1951-ben ledöntötték, a templomot bezáratták és befalaztatták. A rendszerváltás után a kegyhelyet visszakapta a pálos rend. A templomot elbarikádozó betonfalat 1992-ben bontották le, az új kereszt felállítására 2001-ben került sor (Pomsár András építész tervei alapján).

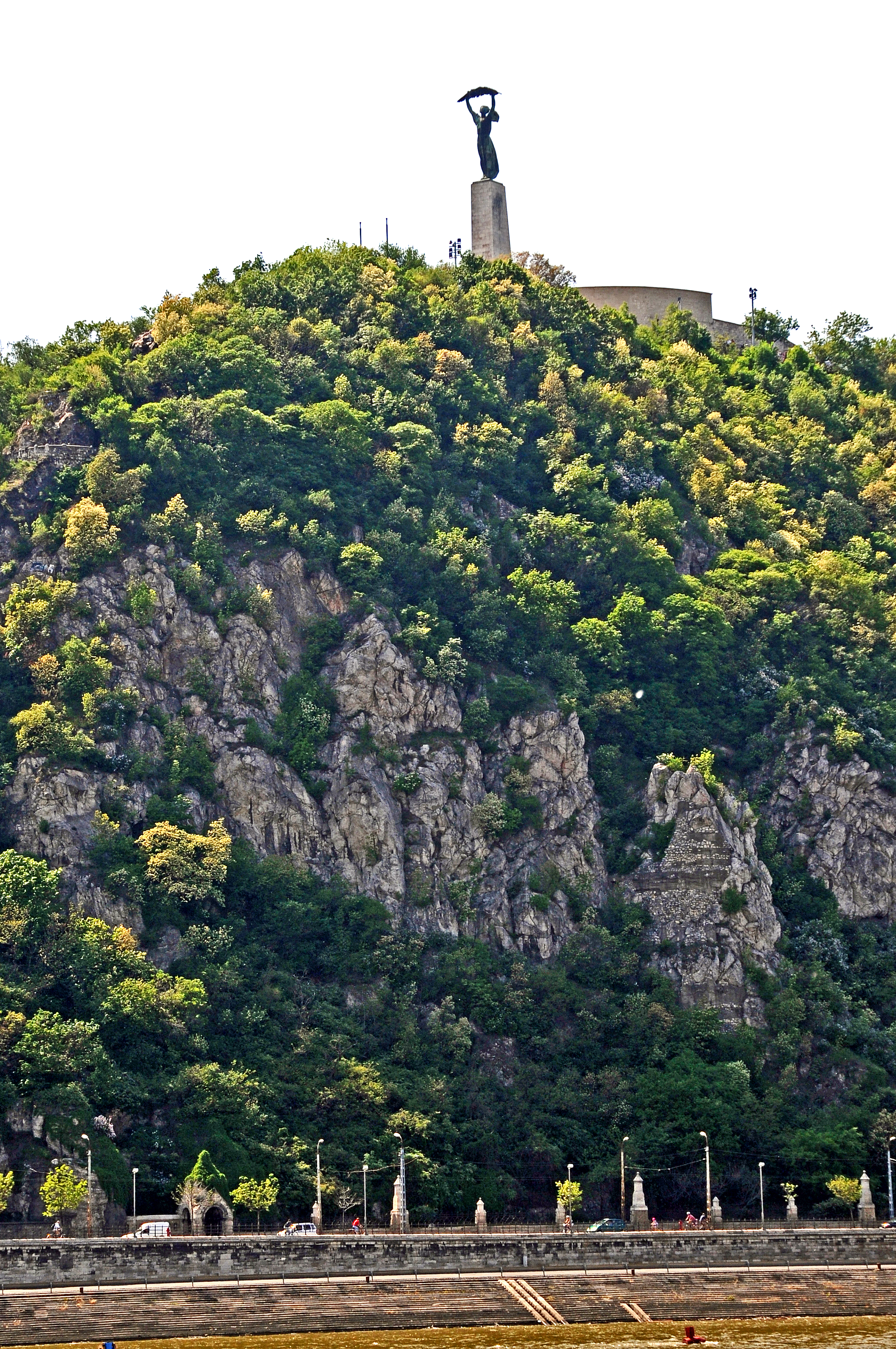
A Szabadság-szobor Pest felőli látképe

A sziklakápolna helyén, a barlang belső részén a 19. században szőlőmunkások által használt "érdekes barlanglakok" voltak. Keleti Gusztáv 1867-es rajza szerint (Barlanglakások a Gellérthegyen) deszkából összerótt kisebb-nagyobb, részben tető nélküli építmények. "A város alsó részét a Gellért- vagy régi nevén Kelen-hegye zárja be, melynek déli ormáról messze látva, tova belátjuk előre a vidéket is, melyen útunkat tovább folytatandók leszünk. Oldalában érdekes barlanglakok vannak, melyek több-kevesb emberi szorgalommal a szükséghez alkalmazva, itt-ott nem egyedül az elkényszeredetteknek, hanem a szőlők közelében maradni szerető munkásoknak is elég alkalmas otthont nyújtanak."
A hegy tetején 1947-ben avatták fel Kisfaludi Strobl Zsigmond alkotását, a Szabadság-szobrot (eredeti nevén: Felszabadulási emlékmű) amelyet a szovjet hadsereg haditettei, Budapest bevételének emlékére állították. A rendszerváltás után a szoboregyüttest némileg átalakították és a szovjetekre való utalásokat eltávolították (a dobtáras géppisztolyos szovjet katona szobra napjainkban a budatétényi Memento Parkban található).
A délnyugati lankákon elterülő Jubileumi park 1965-ben, a kommunista felszabadulás huszadik évfordulójára készült el. (Átadása óta a játszóteret és a virágágyásokat leszámítva nem volt felújítva.) Akkor épült ki teljesen az aszfaltozott burkolatú sétányok hálózata, mészkő lépcsőkkel és a feketére mázolt masszív acélkorlátokkal.

## Állat- és növényvilága
A Gellért-hegy a Duna–Ipoly Nemzeti Park Igazgatósághoz tartozik. Az élőhely többnyire már nem természetes, de még több helyen őrzi az eredeti állapotot. 

### Növényvilága

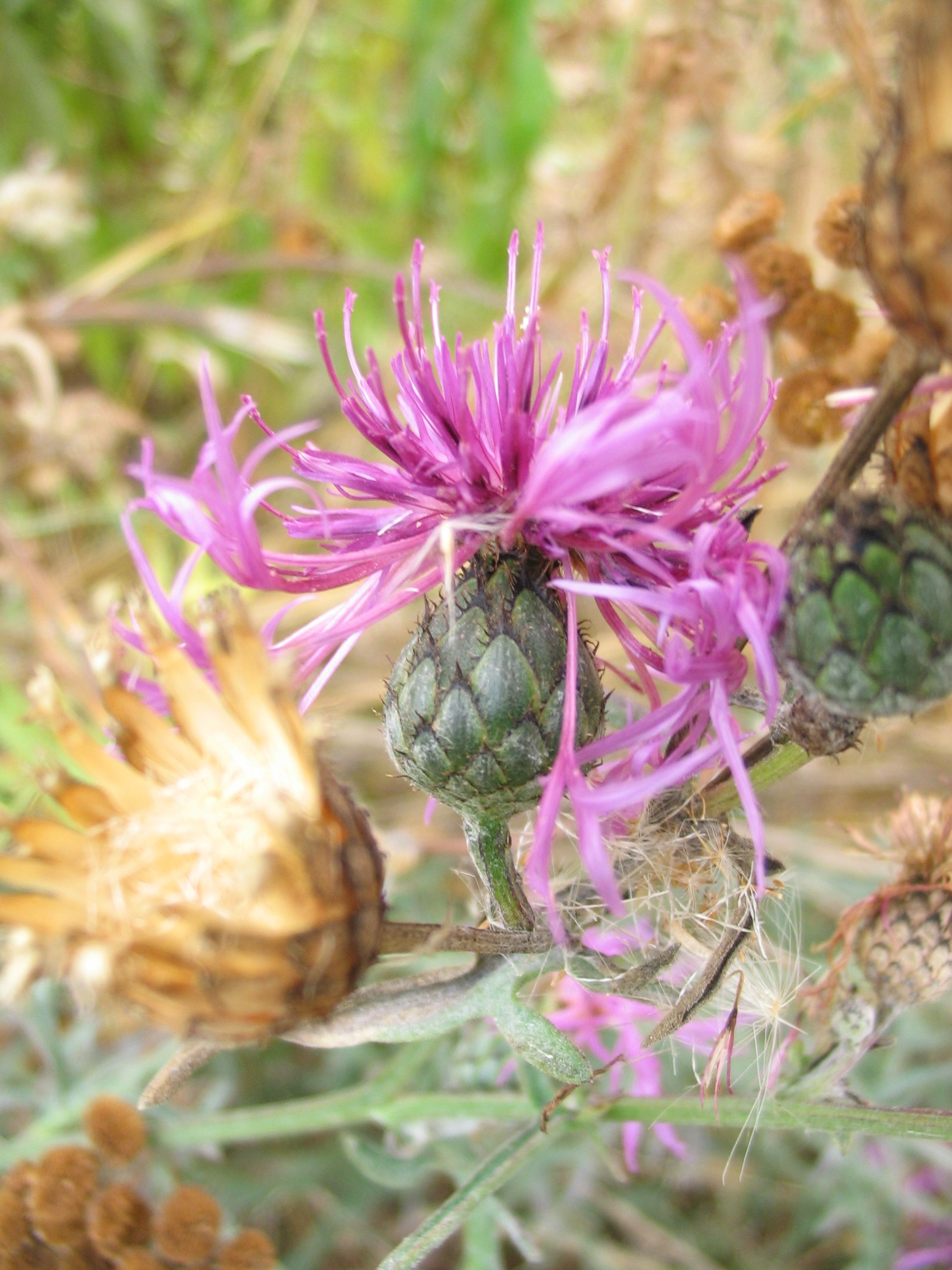
Budai imola (Centaurea sadleriana)

Bár a terület mára sokat veszített természetességéből, megtalálhatóak még a hárs-kőris törmelékerdők, a karsztbokorerdők és a gyertyános–tölgyesek, illetve – főként a nyugati oldalon – a tatár juharos lösztölgyes maradványai. A keleti oldalon megmaradtak a nyílt nyílt-, és zárt dolomit-sziklagyepek, bennük az ezüst aszat, a csikófark (Ephedra distachya), a hegyi ternye, a Sadler (budai)-imola, a budai nyúlfarkfű, ill. a hazánkban egyedül itt termő sárgás habszegfű (Silene flavescens). Kora tavasszal mindenütt láthatóak az ún. geofitonok képviselői, pl. a két színváltozatban is pompázó odvas keltike. A török korból maradtak meg a füge-, ill. a kivadult rózsabokrok
A tűlevelűek közül gyakori a tiszafa, a tuja, a ciprusfélék, a lombhullatók közül a juhar-, a tölgy-, a kőrisfélék, a gyertyán, az ostorménfa, a mogyoró és az akác, a cserjeszinten pedig a berkenyefélék, a magyal, a fagyal, a vadrózsa, a sóskaborbolya és a galagonya.

### Állatvilága

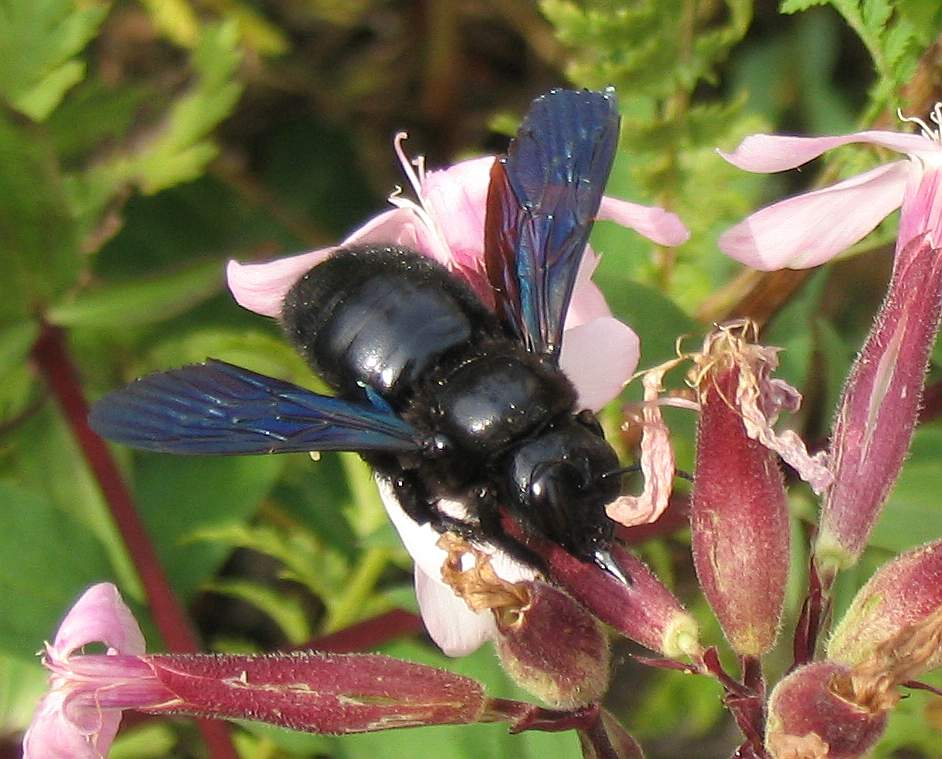
Kék fadongó (Xilocopa violacea)

Az állatvilágot tekintve a mozaikos szerkezet, tehát az élőhelyek változatossága, illetve a Duna közvetlen közelsége miatt főként a madárvilág jelentős Ez utóbbi a madárvonulás szempontjából lényeges. Vonulási időszakban akár légykapókkal is találkozhatunk, télen pedig megjelenhet a királyka is.
Az év többi időszakában gyakoriak a varjúfélék, a fekete rigó, illetve más énekesmadarak, mint például a széncinege, vagy a vörösbegy.
A rovarvilág leginkább a parkokra jellemző fajokból áll, így gyakoriak a hártyásszárnyúak, a kétszárnyúak, a verőköltő bodobács, a lepkefélék stb. A Citadella környékén melegebb időben megjelenik a fadongó is.
Tavasszal és nyáron a déli oldal napsütötte szikláin szívesen sütkéreznek gyíkfélék, elsősorban a fali gyík.
Az emlősök közül a keleti sün és a mókus a leggyakoribb.

## A Gellért-hegy az irodalomban
- A Gellért-hegy (és a Citadella épülettömbjében egykor működött vendéglő) az egyik, lényeges helyszíne Mattyasovszky Jenő Hód zsákutcában című bűnügyi regényének.

## Képek

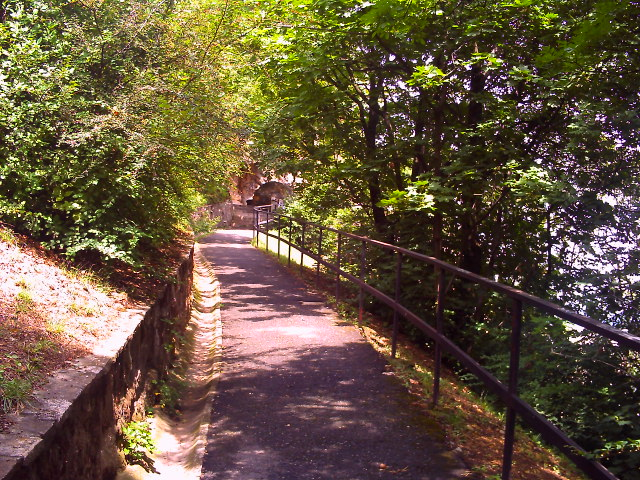
Sétány a Gellért-hegyen
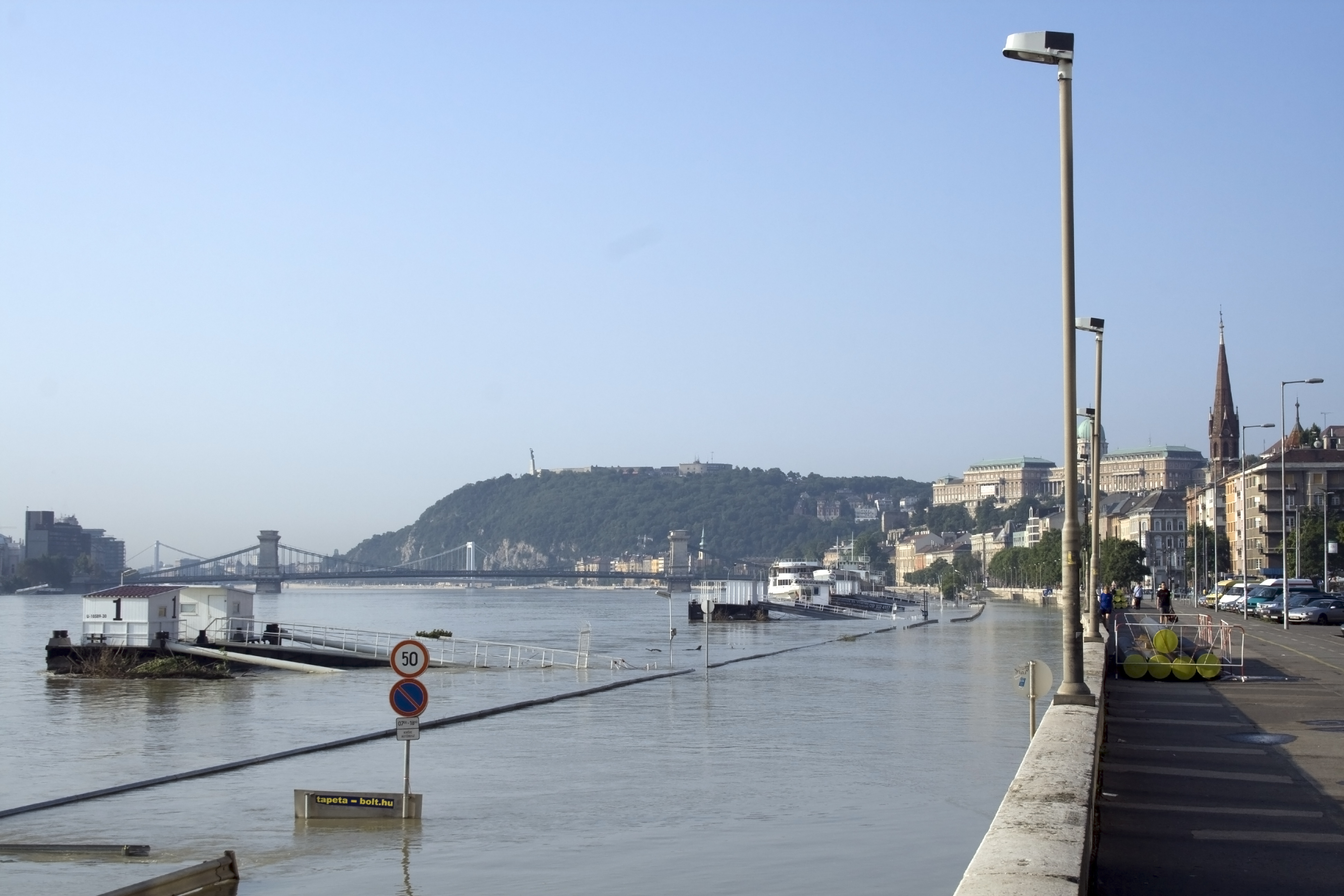
A 2009-es budapesti árvíz
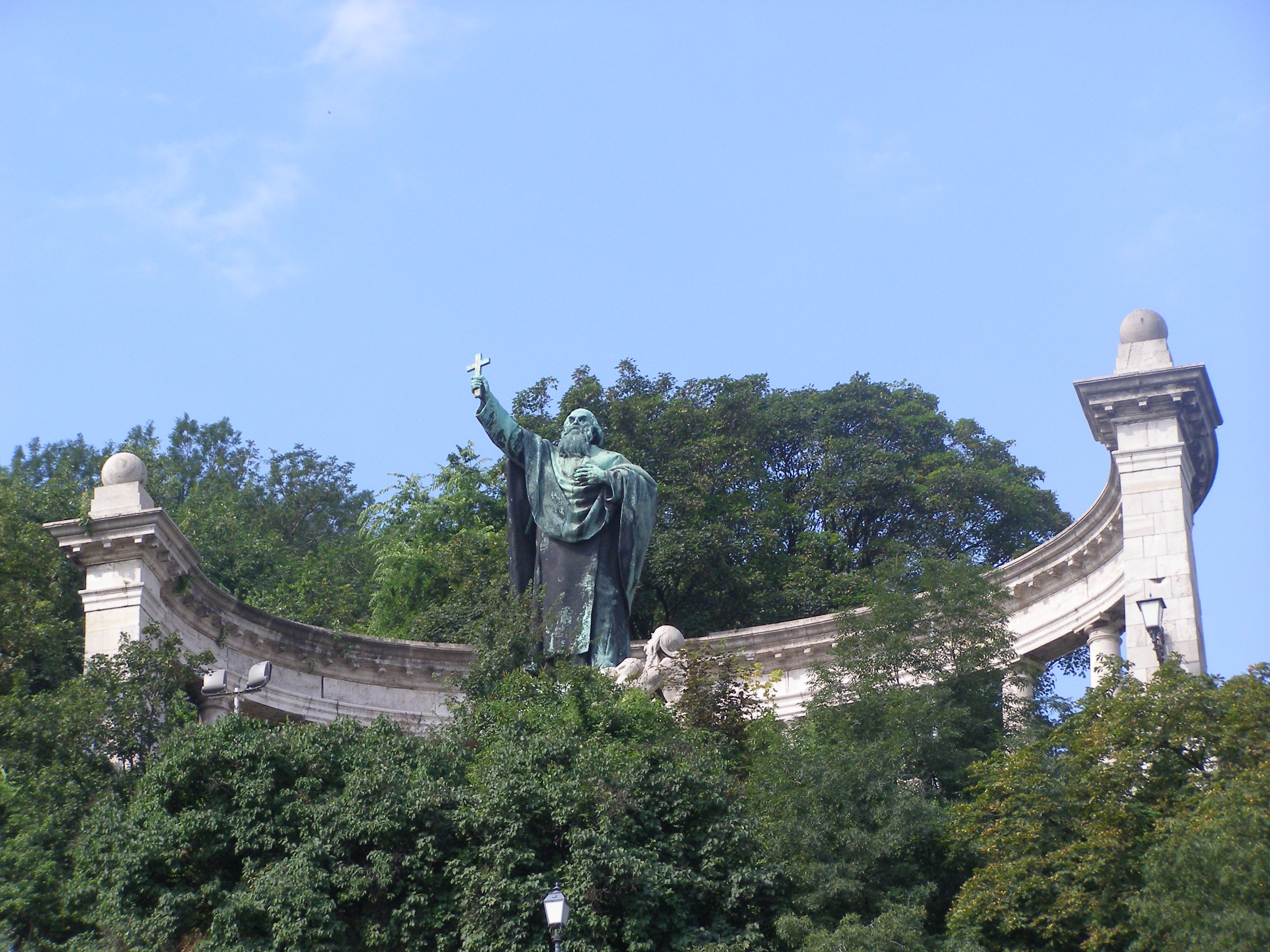
Gellért püspök szobra
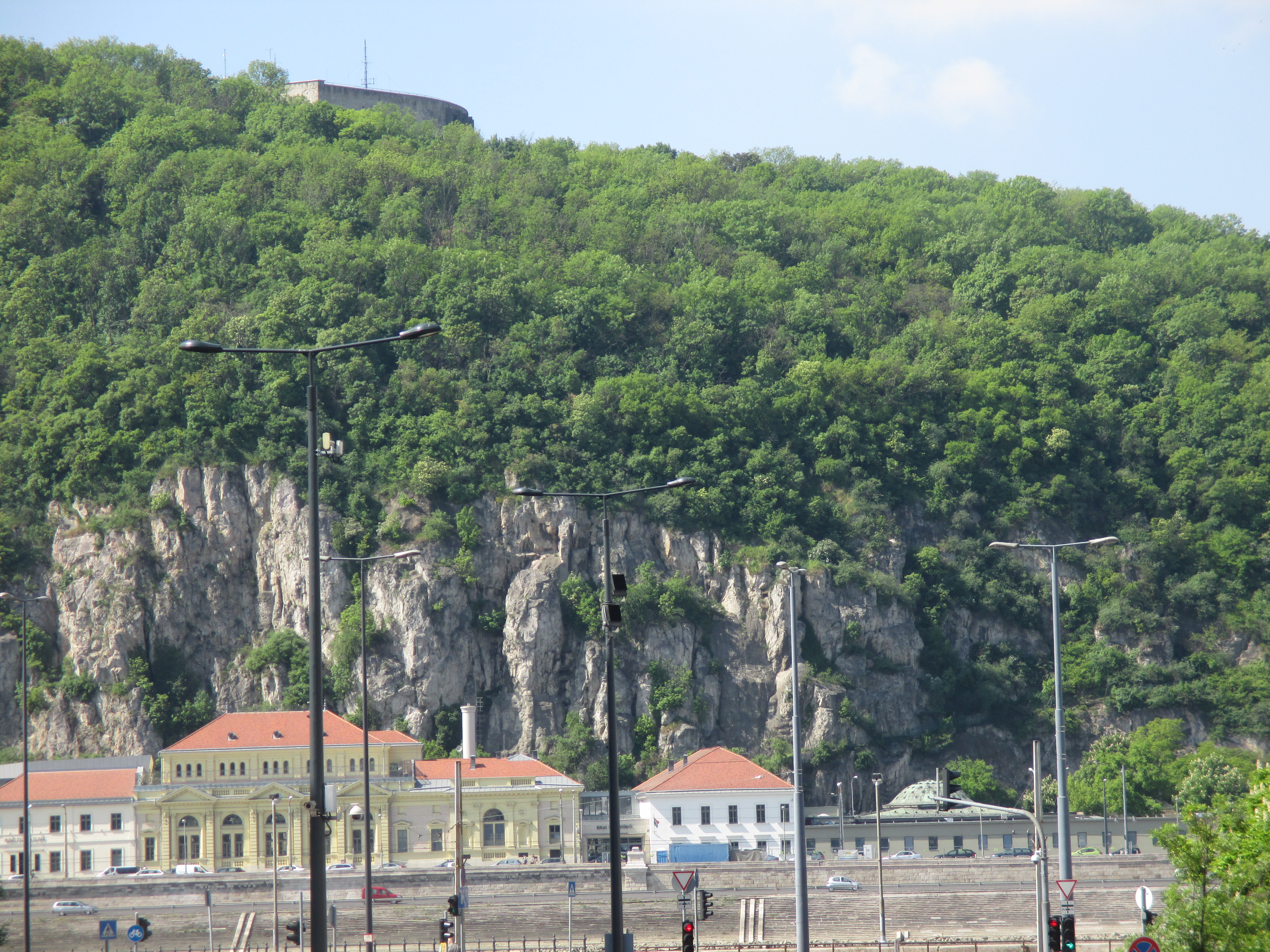
A Gellért-hegy a Duna felől, a parton a Rudas gyógyfürdő épületeivel
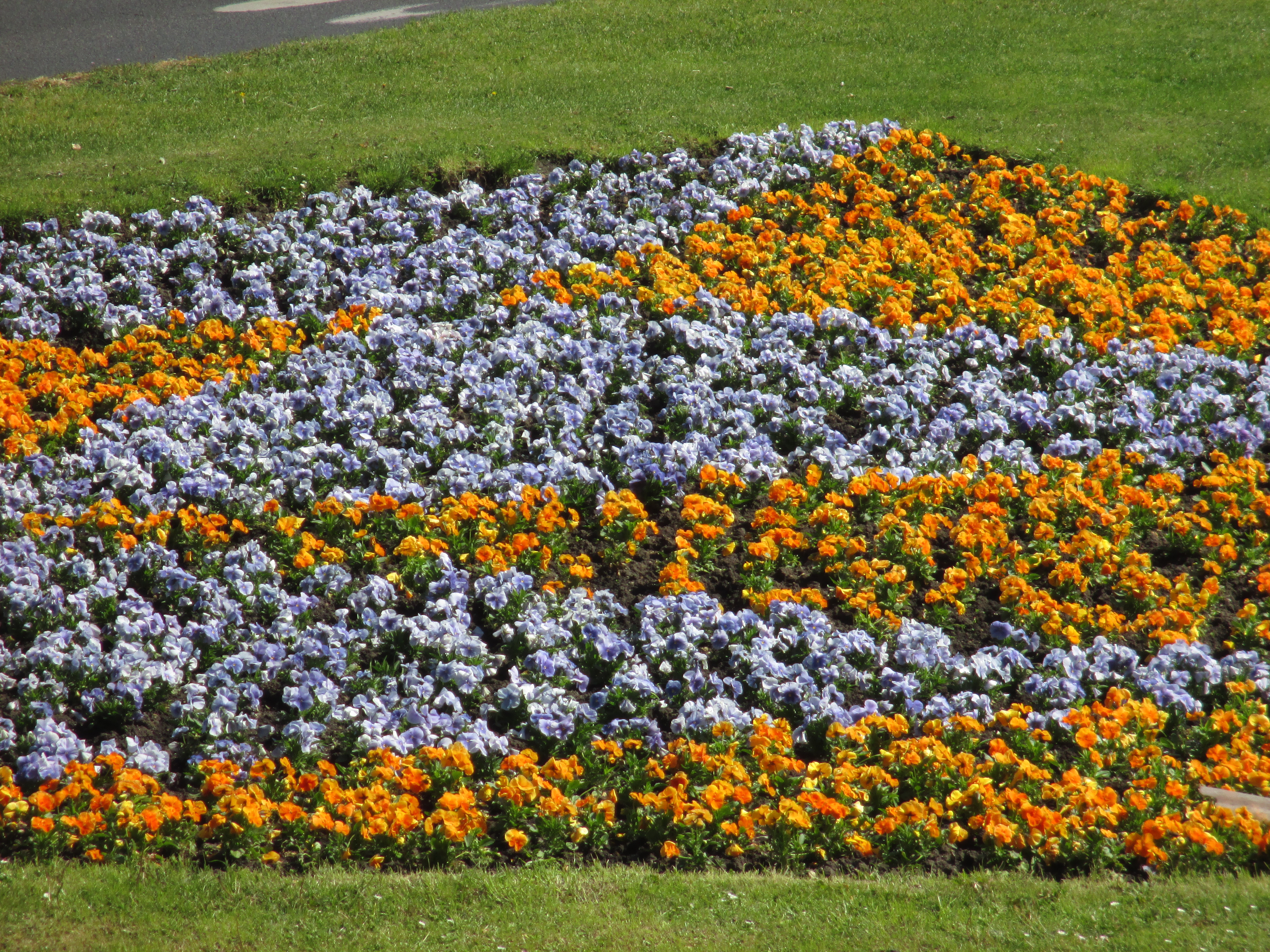
Díszkert a hegy tetején
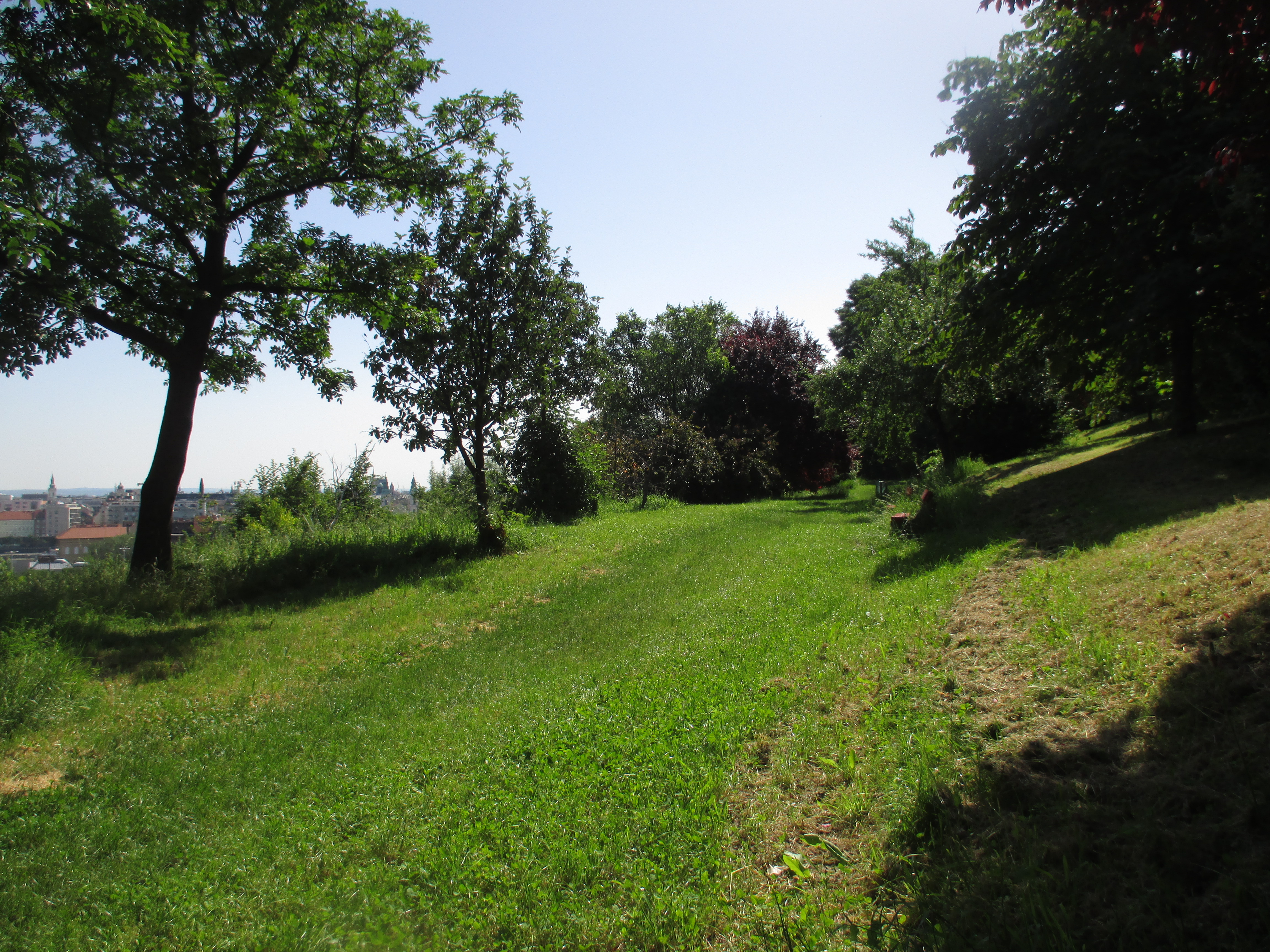
A Citadella alatt
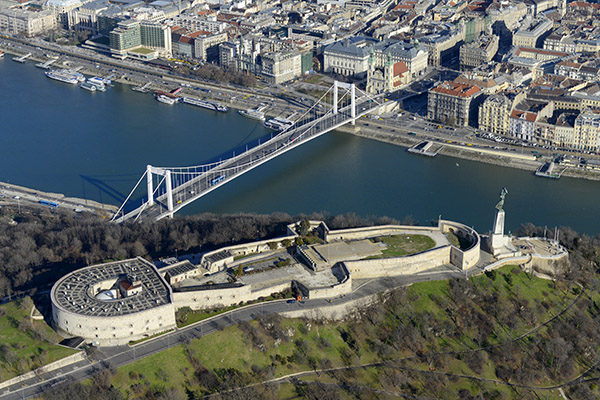
Gellért-hegy, a citadella légi felvételen
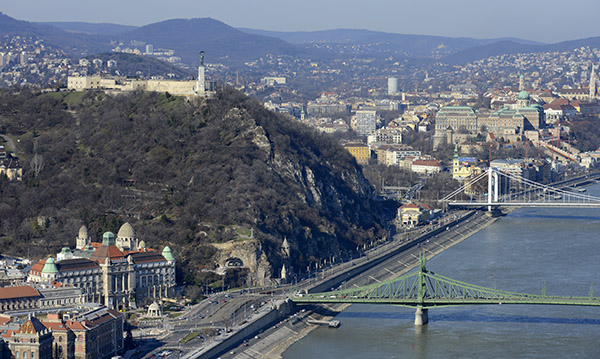
A Gellért-hegy látképe madártávlatból
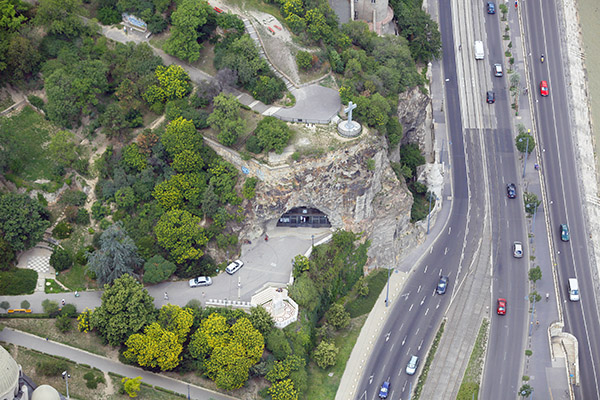
A Sziklakápolna légi fotón
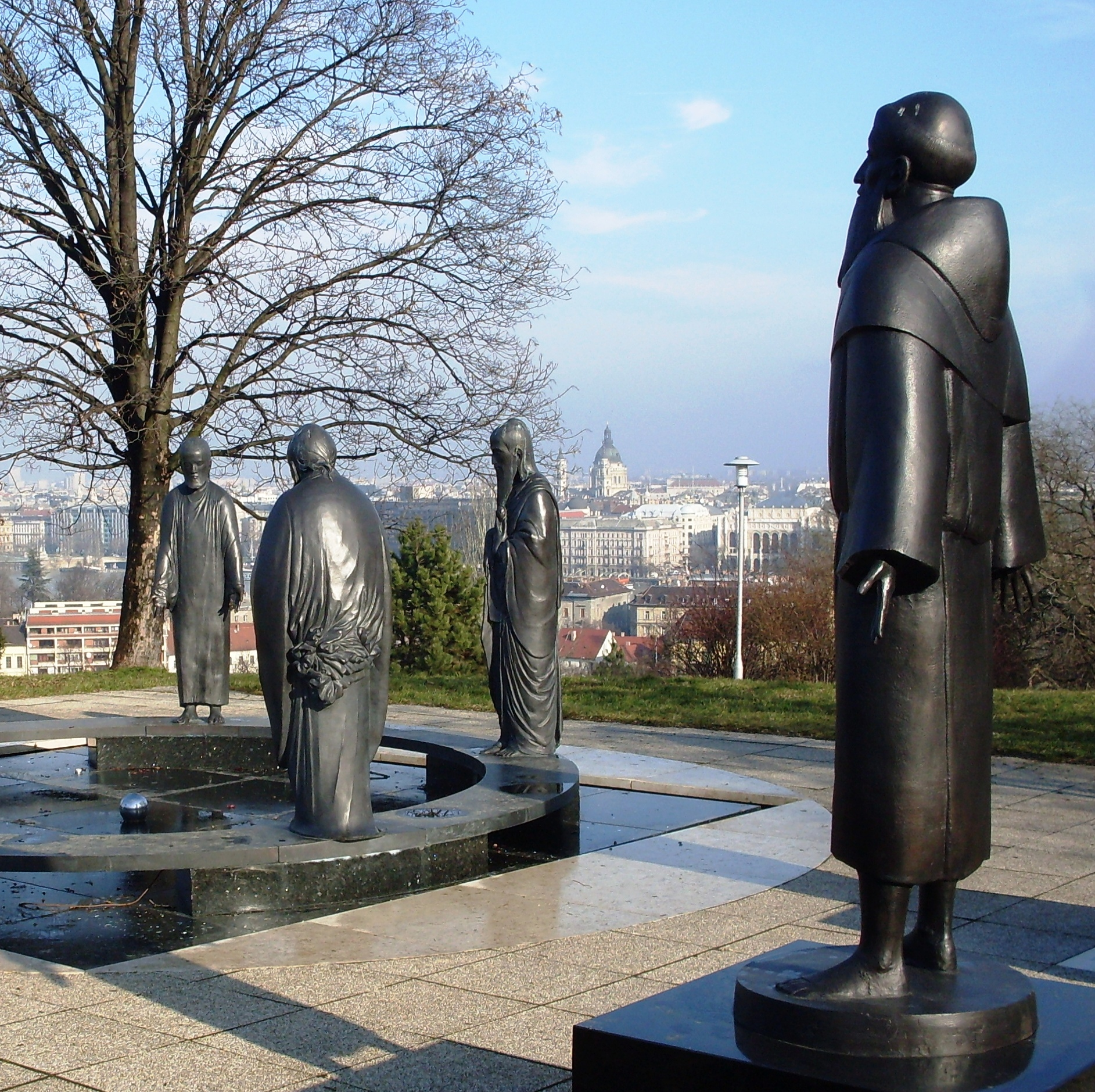
A Filozófiai kert a víztározó tetején

## Külső hivatkozások
- Kelta fellegvártól a csillagvizsgálóig: a Gellért-hegy sziklacsúcsának története
- Gellérthegy Természetvédelmi Terület a Duna-Ipoly Nemzet Park honlapján
- A Dunába dőlő Gellérthegy legendája – Urbanlegends.hu, 2006. augusztus 19.
- Budapest ostroma 1944-45 (Gellért-hegy)